# أكسدة ذاتية
تشير الأكسدة الذاتية إلى الأكسدة الناتجة عن تفاعل الأكسجين في درجة الحرارة الطبيعية دون وجود لهب أو شرارة إلكترونية. ويستخدم هذا المصطلح عادةً لوصف التحلل التدريجي للمركبات العضوية في الهواء عند درجات الحرارة المحيطة. يمكن أن يُنسب العديد من الظواهر العامة إلى الأكسدة الذاتية مثل الطعام الزانخ.